# Esquirol pigmeu d'orelles negres
L'esquirol pigmeu d'orelles negres (Nannosciurus melanotis) és una espècie de rosegador de la família dels esciúrids. Viu a Brunei, Indonèsia i Malàisia. S'alimenta de molsa. El seu hàbitat natural són els boscos primaris i secundaris. Es creu que no hi ha cap amenaça significativa per a la supervivència d'aquesta espècie, tot i que el seu entorn està afectat per la desforestació.